# François-Jean de Spoelberch
François Jean Joseph de Spoelberch (Leuven, 22 december 1757 - 26 februari 1820) was een burgemeester van Leuven en Tweede Kamerlid.

## Levensloop
François-Jean de Spoelberch, heer van Eynhout, telg uit de Brabantse familie Spoelberch, was een zoon van André de Spoelberch (1716-1785), schepen van Leuven en van diens eerste vrouw Petronilla de Nagelmaeckers († 1759).
Nog onder het ancien régime werd hij burgemeester (meier) van Leuven.
Hij trouwde in 1784 met Caroline Antoinette Wouters (1746), weduwe van Michel Claes en dochter van de burgemeester van Leuven Jacquea-Godefroid Wouters. Hij hertrouwde in 1813 met Marie-Joséphine-Ghislaine Rol, die het jaar daarop al overleed.
Onder het Verenigd koninkrijk der Nederlanden verkreeg hij in 1816, samen met zijn twee broers en zijn neef, erfelijke adelserkenning en de titel van burggraaf. Hij werd al onmiddellijk na de stichting van het koninkrijk, in 1815, tot lid benoemd van de Tweede Kamer der Staten-Generaal en vervulde dit ambt tot in 1818. Hij speelde verder een rol in de ridderstand van Zuid-Brabant.
In grote mate door zijn bemoeiingen bij koning Willem I der Nederlanden werd in 1817 de Rijksuniversiteit Leuven opgericht, tegen het advies van de adviescommissie die slechts één rijksuniversiteit wilde (en niet in Leuven) voor de Zuidelijke Nederlanden.
François de Spoelberch werd door de koning tot voorzitter benoemd van het college van curatoren van de Leuvense universiteit.